# 拉比尤薩河
46°48′17″N 9°19′51″E / 46.80479°N 9.33097°E

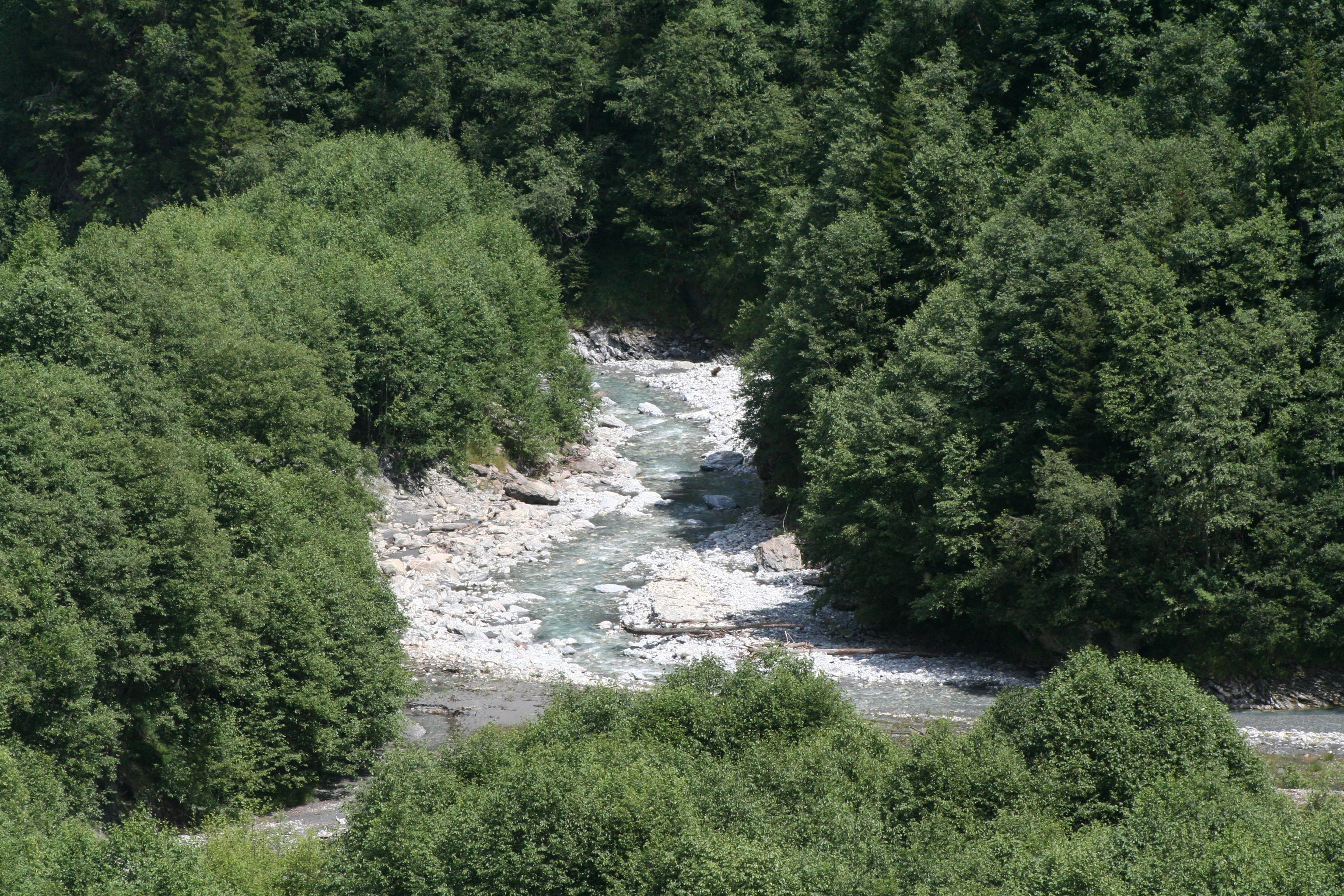

拉比尤薩河是瑞士的河流，位於該國東南部，流經格勞賓登州，屬於前萊茵河的支流，河道全長33公里，流域面積138平方公里，河口處在韋爾薩姆。